# Нілотиніб
Нілотиніб (англ. Nilotinib, лат. Nilotinibum) — синтетичний лікарський препарат, щоналежить до групи інгібіторів Bcr-Abl-тирозинкінази, що застосовується перорально. Нілотиніб розроблений у лабораторії компанії «Novartis», та виробляється нею під торговельною маркою «Тасигна». За своїм хімічним складом та механізмом дії нілотиніб подібний до іншого інгібітора протеїнкінази іматиніба.

## Фармакологічні властивості
Нілотиніб — синтетичний лікарський засіб, який належить до групи інгібіторів протеїнтирозинкінази. Механізм дії препарату полягає в інгібуванні ферменту Bcr-Abl тирозинкінази. Це призводить до пригнічення проліферації та збільшення апоптозу в Bcr-Abl клітинних лініях, а також у щойно уражених лейкемічних клітинах у пацієнтів з наявністю в лейкоцитах філадельфійської хромосоми, проте він не впливає на лейкозні клітини з клітинними лініями Src. Біологічною мішенню нілотинібу є білки BCR-ABL, KIT, LCK, EPHA3, DDR1, DDR2, PDGFRB, MAPK11, ZAK та PDGF-R. Нілотиніб застосовується як самостійний препарат, так і в комбінації з іншими препаратами для лікування чутливих до препарату форм хронічного мієлолейкозу, у тому числі нечутливих до іматинібу, що зумовлено високою спорідненістю нілотиніба до ділянок зв'язування із АТФ. Згідно проведених клінічних досліджень, нілотиніб може бути ефективним при паркінсонізмі, хворобі Альцгеймера, бічному аміотрофічному склерозі, деменції, хворобі Гантінгтона, оскільки він сприяє виведенню із головного мозку токсичних білків, що накопичуються при даних захворюваннях. При застосуванні нілотинібу побічні ефекти спостерігаються досить часто, і він має обрамлене застереження щодо високої ймовірності побічних ефектів з боку серцево-судинної системи.

### Фармакокінетика
Нілотиніб швидко, проте не повністю всмоктується після перорального застосування, біодоступність препарату становить 30 %, та зростає при застосуванні нілотинібу з їжею. Максимальна концентрація препарату в крові досягається протягом 3 годин після прийому препарату. Нілотиніб майже повністю (на 985 %) зв'язується з білками плазми крові. Препарат проходить через плацентарний бар'єр, даних за виділення в грудне молоко людини немає. Нілотиніб частково метаболізується у печінці з утворенням переважно незначно активних метаболітів. Виводиться препарат переважно із калом, частково у вигляді метаболіту, але переважно в незміненому вигляді. Період напіввиведення нілотинібу становить 17 годин, цей час може збільшуватися у хворих із порушенням функції печінки.

## Покази до застосування
Нілотиніб застосовують при хронічному мієлолейкозі у дорослих пацієнтів з філадельфійською хромосомою при резистентності або непереносимості попередньої терапії, включаючи терапію іматинібом.

## Побічна дія
При застосуванні нілотинібу побічні ефекти спростерігаються досить часто, і найчастішими серед них є:
- Алергічні реакції та з боку шкірних покривів — дуже часто шкірний висип, свербіж шкіри; часто алопеція, кропив'янка, сухість шкіри, дерматит, екзема, підвищення потовиділення; рідше синдром Стівенса-Джонсона, набряк Квінке, синдром Лаєлла, фотодерматоз, гарячка, виразки шкіри, долонно-підошовний синдром.
- З боку травної системи — дуже часто нудота, діарея або запор; часто блювання, метеоризм, біль у животі, погіршення апетиту, токсичний гепатит; рідше стоматит, езофагіт, жовтяниця, гепатит, шлунково-кишкові кровотечі, геморой, пептична виразка із перфорацією, гастрит, гастроезофагеальний рефлюкс, сухість у роті, печінкова недостатність, коліт, панкреатит, кишкова непрохідність.
- З боку нервової системи — дуже часто головний біль; часто зниження чутливості, парестезії, периферична нейропатія, запаморочення, ішемічний інсульт, безсоння, крововиливи в око, сухість очей, кон'юнктивіт, свербіж в очах, тривожність, депресія; рідше мігрень, геморагічний інсульт, порушення пам'яті, набряк мозку, сплутаність свідомості, тремор, погіршення або затуманювання зору, фотопсії, втрати свідомості, шум у вухах, летаргія, синдром неспокійних ніг.
- З боку серцево-судинної системи — ІХС, стенокардія, серцева недостатність, тахікардія, блокада лівої ніжки пучка Гіса, екстрасистолія, фібриляція передсердь, синусова брадикардія, подовження інтервалу QT на ЕКГ, інфаркт міокарду, підвищена кровоточивість, периферичні набряки, перикардит, зниження фракції викиду, артеріальна гіпотензія або гіпертензія, тромбози.
- З боку дихальної системи — кашель, задишка, носова кровотеча, зміна голосу; рідше набряк легень, біль у грудній клітці, інтерстиційні захворювання легень, біль у гортані, ексудативний плеврит, легенева гіпертензія, пневмонія.
- З боку сечостатевої системи — гінекомастія, еректильна дисфункція, біль та набряклість у молочних залозах, ниркова недостатність, нетримання сечі, частий та болючий сечопуск, гематурія, ніктурія.
- З боку опорно-рухового апарату — болі у м'язах і суглобах, спазми і судоми в м'язах, набряк суглобів, скованість м'язів і суглобів, артрит.
- Інфекційні ускладнення — сепсис, герпетичні інфекції, інфекції верхніх дихальних шляхів, кандидоз.
- Зміни в лабораторних аналізах — анемія, тромбоцитопенія або тромбоцитоз, нейтропенія, панцитопенія, лейкоцитоз, підвищення рівня креатиніну та сечовини в крові, підвищення рівня білірубіну в крові, підвищення рівня тропоніну в крові, підвищення рівня амілази і ліпази в крові, підвищення рівня активності ферментів печінки в крові, підвищення рівня креатиніну і сечовини в крові.

## Протипокази
Нілотиніб протипоказаний при підвищеній чутливості до препарату, при вагітності та годуванні грудьми, а також у дитячому та підлітковому віці.

## Форми випуску
Нілотиніб випускається у желатинових капсул по 0,15 та 0,2 г.